# Bruno Mars
Peter Gene Hernandez (Honolulu, Havaji, SAD, 8. listopada 1985.), poznatiji pod imenom Bruno Mars, američki je pjevač, tekstopisac i producent.
Bruno je iz obitelji glazbenika pa je tako od malih nogu išao na razne nastupe. Zbog svoje glazbene karijere odlučio se preseliti u Los Angeles. Počeo je pisati pjesme za druge izvođače.
Godine 2009., Bruno je potpisao ugovor s Atlantic Recordsom. U listopadu 2010. godine izdaje svoj prvi album pod nazivom Doo-Wops & Hooligans. Taj album je dospio na 3. mjestu Billboard 200 ljestvice. Bio je nominiran za sedam Grammy-ja na 53. dodjeli Grammy nagrada, osvojio je za najbolju mušku pop izvedbu "Just the Way You Are". Rođen i odrastao u Honoluluu na Havajima, od strane obitelji glazbenika, Mars je počeo stvaranje glazbe u ranoj dobi i nastupao u raznim glazbenim prostorima u svom rodnom gradu tijekom njegova djetinjstva. Završivši srednju školu, preselio se u Los Angeles kako bi nastavio glazbenu karijeru. Mars je producirao pjesme za druge izvođače, suosnivač je produkcijskog tima The Smeezingtons.
Mars je imao neuspješnu suradnju s Motown Records, a onda je potpisao ugovor s Atlanticom 2009.g. Probio se kao solo umjetnik pjesmama "Nothin 'On You" i "Billionare". Njegov debitantski album, Doo-Wops & Hooligans (2010), usidrio se na Billboard Hot 100 ljestvici singlom br. 1 "Just the Way You Are" i "Grenade", kao i singl "Lazy Song ". Njegov drugi album, Unorthodox Jukebox, objavljen 2012., nalazio se na broju jedan u SAD-u. Album je iznjedrio singlove "Locked Out of Heaven", "When I Was Your Man" i "Treasure".
Zajedno s reperom i pjevačem Andersonom .Paakom, od 2021. godine čini i superduo Silk Sonic, s kojim je iste godine izbacio i debitantski studijski album An Evening with Silk Sonic.
Mars je osvojio mnoge nagrade i nominacije, uključujući i dvije Grammy nagrade, a 2011. g. u Time Magazinu imenovan je i kao jedan od 100 najutjecajnijih ljudi na svijetu. 2014., prozvan je "umjenikom godine" na Billboard ljestvici i rangiran na broju 1 na Forbesovoj listi mladih ispod 30 godina. Tijekom svoje pjevačke karijere, prodao je više od 11 milijuna albuma i 68 milijuna singlova, što ga čini jednim od najprodavanijih svjetskih umjetnika svih vremena. Međutim, kao izvođač, pisac i producent njegova ukupna prodaja premašuje 130 milijuna singlova. Pet njegovih singlova ubrajaju se među najprodavanijim singlovima svih vremena. Mars danas slovi kao jedan od najuspješnijih solo izvođača u svijetu, s 5 singlova broj 1 na Billboard Hot 100 ljestvici, otkad je njegova karijera počela 2010., brže od bilo kojeg muškog pjevača još od Elvisa Presleyja. Njegovih ukupno singlova broj 1 na Billboard Hot 100 ljestvici je šest.
Mars je poznat po svojim scenskim nastupima i sposobnosti privlačenja pažnje javnosti retro stilom. Na pozornici pjeva, pleše i svira široki spektar glazbenih stilova, uključujući i R&B, reggae, soul, funk i rock.

## Život i karijera
Bruno je rođen kao Peter Gene Hernandez i odrastao je u Waikiki susjedstvu Honolulu, Hawaii. Roditelji majka Bernadette i otac Pete Hernandez su filipinskog i portorikanskog podrijetla. U dobi od dvije godine dobio je nadimak Bruno od svog oca zbog sličnosti s profesionalnim hrvačem Bruno Sammartino. Bruno je bio jedan od šestero djece. Kada je imao samo četiri godine počeo je nastupati s obitelji po raznim nastupima. Na svom otoku već je bio poznat kao mali Elvis.